# Jonathan Islas
Jonathan Islas (Mexikóváros, Mexikó, 1979. november 15. –) mexikói színész.

## Élete és pályafutása
1979. november 15-én született Mexikóvárosban. Karrierjét 2002-ben kezdte a TV Aztecánál az Agua y aceiteben. 2006-ban szerződött a Telemundóhoz, ahol az Amores de mercado című telenovellában kapott szerepet. 2011-ben a Los herederos del Monte című telenovellában Lucas del Monte szerepét játszotta Carla Giraldo mellett. 2012-ben megkapta Luciano Alvarado szerepét az Utolsó vérig című sorozatban.

## Filmográfia

### Telenovellák
- 2016: La fan... Diego Castro Romero
- 2015-2016: Éld az életem!... Ignacio Echánove
- 2014: La Impostora... Cristóbal León Altamira
- 2013: La Madame... Jonathan
- 2012–2013: Utolsó vérig... Luciano Alvarado Cruz
- 2011-2012: Flor salvaje... Abel Torres
- 2011: A corazón abierto... Mateo
- 2011: Los herederos del Monte...Lucas del Monte
- 2010: Decisiones extremas... Cibersexo
- 2010: Ojo por ojo
- 2010: La diosa coronada...Kevin
- 2009: Lola...Ricardo Galeano
- 2009: Ördögi kör
- 2007: Padres e hijos... több részben szerepelt
- 2006: Szerelempiac (Amores de mercado)...David
- 2006-2010: Decisiones
- 2005: Top Models...Emiliano
- 2004: La Heredera...Emiliamo
- 2004: La vida es una canción...Emiliano
- 2004: Soñaras...Martin
- 2003: Enamórate...El Gato
- 2002: Agua y aceite